# Francesc Puigpelat i Valls
Francesc Puigpelat i Valls   (Balaguer, 25 de novembre de 1959) és un escriptor i periodista català. Es va llicenciar en Filosofia l'any 1982 a la Universitat de Barcelona. Col·laborador habitual en mitjans de comunicació escrita, ha treballat per als diaris Avui, El País, La Vanguardia i El Periódico de Catalunya, entre altres. És membre adherit de la Fundació Catalunya Oberta.

## Obra[1]

### Narrativa breu
- 1990 Abracadabra
- 1990 El moment abans
- 1993 L'obaga de la nit
- 1995 El país del fum i altres narracions
- 1995 La caça i l'amor
- 1999 L'harmonia secreta: quatre narracions

### Novel·la
- 1991 Mademoiselle Bedoll
- 1993 Els altres
- 1995 La fletxa d'or
- 1996 Jocs de corrupció
- 1999 Apocalipsi blanc
- 2000 La pistola d'Abdul·là
- 2001 La màquina de les ànimes
- 2003 Roger de Flor, el lleó de Constantinoble
- 2004 L'últim hivern de Ramon Llull
- 2005 Els llops
- 2008 La segona mort de Jesús de Natzaret
- 2010 Faust, el terrorista
- 2012 El retorn de Macbeth
- 2016 L'artilleria de Mr. Smith
- 2016 El pescador de luz
- 2016 La nena que es va convertir en mòbil
- 2017 La ciutat secreta del Toubkal
- 2017 La Liliana al País de les Coses Perdudes
- 2018 La pista d'una morta
- 2018 Magret i els anarquistes
- 2019 Història d'una dona en un Seat 600
- 2019 La nedadora
- 2021 El dia que Josep Pla va bufetejar Adolf Hitler

### Assaig
- 2016 Breu història del nacionalisme espanyol

### Prosa de viatges
- 2001 La ruta dels almogàvers

### Recursos
- 2010 Com parlar bé en públic, amb Joana Rubio[2]

## Premis
- 1990 Premi de Narrativa Vila de l'Ametlla de Mar, per Madeimoselle Bedoll.
- 1999 Premi Josep Pla de narrativa, per Apocalipsi blanc.
- 2002 Premi Pin i Soler de narrativa, per Roger de Flor, el lleó de Constantinoble.
- 2005 Premi Carlemany de novel·la, per Els llops.
- 2012 Premi Ciutat d'Alzira de novel·la, per El retorn de Macbeth.[3]
- 2014 Premi Ramon Muntaner per Romeu i Julieta. Segona part.
- 2015 Premi Josep Maria Folch i Torres de novel·les per a nois i noies per La nena que es va convertir en mòbil.[4]
- 2016 Premi d'assaig Irla per Breu història del nacionalisme espanyol.
- 2017 Premi Carmesina de narrativa infantil per La Liliana al País de les Coses Perdudes.[5]
- 2017 Premi Gregal de novel·la, per La pista d'una morta.[6]
- 2017 Premi Gran Angular de literatura juvenil per La ciutat secreta del Toubkal.
- 2018 Premi Memorial Agustí Vehí - Vila de Tiana,[7] per Magret i els anarquistes.
- 2019 Premi Carlemany per al foment de la lectura per La nedadora.
- 2020 Premi de Narrativa Infantil Vicent Silvestre per Cançons llunàtiques.[8]
- 2020 Premi Ferran Canyameres de novel·la per El dia que Josep Pla va bufetejar Adolf Hitler.[9]
- 2022 Premi de Novel·la Valldaura-Memorial Pere Calders per L'estiu que vam jugar a ser Hercules Poirot.
- 2022 Premi Fiter i Rossell de novel·la dins la XLIV Nit Literària Andorrana per Abril[10]
- 2023 Premi Guillem Cifre de Colonya per Tot esperant la fi del món[11]